# Cyberpunk (album)
A Cyberpunk a brit rockénekes, Billy Idol ötödik nagylemeze, amely 1993. június 29-én jelent meg. A lemez elkészültét Idol újonnan felfedezett érdeklődése inspirálta a modern technika vívmányai iránt, dalai az ekkoriban szárnyait bontogató szubkultúrának szóltak. Az album teljes mértékig egy kísérleti lemez, számainak elkészítése során a digitális technika volt az elsődleges. A dalok közt összekötésként narrációt alkalmazott, valamint számítógépes hangeffekteket is felhasznált. Bár az album kritikailag és üzletileg is megbukott, számos tekintetben úttörő volt: népszerűsítése érdekében Idol kihasználta az internet, az e-mail, az online közösségek és a multimédiás felületek lehetőségeit. Emellett ekkoriban öltözködése és színpadi fellépései is a futurizmus jegyében zajlottak.

## Áttekintés
Előző albuma, a "Charmed Life" megjelenése előtt nem sokkal Idol motorbalesetet szenvedett, amelyet csodával határos módon megúszott egy törött lábbal. Felépülése során Legs McNeil interjút készített vele, aki a "cyberpunk" megjegyzést tette a lábán található elektromos izomstimulátorra. Ez, valamint William Gibson Neurománc című műve nagy hatással voltak rá. Ekkoriban nekilátott, hogy új anyagot rögzítsen, de már nem régi producerével, Keith Forsey-val dolgozott, hanem Trevor Rabin-nal. Rabin mutatta meg Idolnak az otthoni stúdióját, ami lényegében egy Macintosh számítógépből állt, és a "csináld magad" dolgokat egyébként is kedvelő Idolt ez teljesen lenyűgözte. Úgy vélte, hogy a számítástechnikában rejlő lehetőségekkel sokkal inkább képes lesz önmaga kifejezésére, mint korábban, amikor a producerek és a zenésztársak miatt erre kevésbé volt lehetőség. Új producere, Robin Hancock tanította meg őt és gitárosát, Mark Younger-Smith-t a szoftverek használatára.
Érdeklődése növekedésével elhatározta, hogy az új lemezt is a cyberpunknak szenteli, és ennek az ellenkultúrának a részese lesz. Az album egy disztopikus utazásnak készült a jövőbe, melyre számos szerző volt hatással, és amelynek elkészülte előtt Idol számos futurista íróval és újságíróval is konzultált. Még a legrégebbi internetes közösség, a WELL tagjaival is beszélt, akiknek a segítségével létrehozott egy saját e-mail címet, a rajongókkal való kapcsolattartás modern formájaként. Emellett rendszeresen írt az alt.cyberpunk nevű Usenet csatornán is.

## Felvételek
Az album teljes egészében Billy idol házi stúdiójában készült, egy Macintosh számítógép és néhány szoftver segítségével. A felvételek kezdete éppen egybeesett az 1992-es Los Angeles-i utcai zavargásokkal, és ez volt az első szám, a "Shock to the System" elkészítése során a meghatározó élmény. Az inspirációk hatására a lemez tíz hónap leforgása alatt készült el, ami figyelemreméltó ahhoz képest, hogy az ezt megelőző két albuma összesen nyolc évig készült. A számítógép segítségével a zenekar is feloldódott, tulajdonképpen a három közreműködő szerepeit folyamatosan lehetett cserélgetni aszerint, hogy éppen mire volt szükség egy számban. Idol, Hancock, és Younger-Smith mellett néhány más vendégelőadó is közreműködött, köztük Doug Wimbish basszusgitáros New Yorkban vette fel a saját sávját és az Interneten keresztül küldte azt el Los Angelesbe.

## Az album dalai
Az összes dal szerzője Billy Idol és Mark Younger-Smith, kivéve ahol külön jelölve van. 
| 1.    | Opening Manifesto         | Gareth Branwyn, Billy Idol (idézet az "Is There a Cyberpunk Movement?" című műből) | 1:01 |
| 2.    | Wasteland                 |                                                                                    | 4:34 |
| 3.    | Pre-Shock                 |                                                                                    | 0:19 |
| 4.    | Shock to the System       |                                                                                    | 3:33 |
| 5.    | Tomorrow People           |                                                                                    | 5:07 |
| 6.    | Adam in Chains            | Idol, Robin Hancock                                                                | 6:23 |
| 7.    | Neuromancer               | Idol, Younger-Smith, Hancock, Ace Mackay-Smith, Greg Stump                         | 4:34 |
| 8.    | Power Junkie              |                                                                                    | 4:46 |
| 9.    | That Which Beareth Thorns |                                                                                    | 0:27 |
| 10.   | Love Labours On           |                                                                                    | 3:53 |
| 11.   | Heroin                    | Idol, Lou Reed                                                                     | 6:57 |
| 12.   | Injection                 |                                                                                    | 0:22 |
| 13.   | Shangrila                 |                                                                                    | 7:24 |
| 14.   | Concrete Kingdom          |                                                                                    | 4:52 |
| 15.   | Galaxy Within             |                                                                                    | 0:38 |
| 16.   | Venus                     |                                                                                    | 5:47 |
| 17.   | Then the Night Comes      |                                                                                    | 4:37 |
| 18.   | Before Dawn               |                                                                                    | 0:25 |
| 19.   | Mother Dawn               | Durga McBroom, Martin Glover                                                       | 5:03 |
| 20.   | Recap                     |                                                                                    | 0:56 |
| 71:38 |                           |                                                                                    |      |

## Közreműködtek
- Billy Idol - ének, billentyűs hangszerek, számítógépes effektek
- Mark Younger-Smith - gitár, szitár, számítógépes effektek
- Robin Hancock - programozás, szerkesztés, utómunkák
- Doug Wimbish - basszusgitár
- Larry Seymour - basszusgitár
- Tal Bergman - dobok
- Durga McBroom - vokál
- Carnie Wilson - vokál
- Wendy Wilson - vokál
- Jamie Muhoberac - orgona, billentyűs hangszerek
- Stephen Marcussen - keverés
- Ed Korengo - keverés
- Mike Baumgartner - keverés, asszisztens
- Ross Donaldson - keverés
- Ron Donaldson - keverés
- Robert Farago - narráció
- London Jo Henwood - narráció
- David Weiss - ütős hangszerek
- Henry Marquez - művészeti rendező
- Michael Diehl - dizájntervek
- Greg Gorman - fényképezés
- Elisabeth Sunday - fényképezés
- Brett Leonard - fényképezés
- Gwen Mullen - renderelés
- Scott Hampton - renderelés
- Gareth Branwyn - szakmai konzultáció
- Mark Frauenfelder - konzultáció, albumborító grafika
- Timothy Leary - szakmai konzultáció, narráció (Galaxy Within)
- Jaime Levy - interaktív producer

## Helyezések
| Lista              | Legmagasabb helyezés |
| ------------------ | -------------------- |
| Billboard 200      | 48                   |
| Egyesült Királyság | 20                   |
| Svédország         | 11                   |
| Hollandia          | 65                   |
| Ausztria           | 5                    |
| Norvégia           | 19                   |
| Svájc              | 15                   |
| Franciaország      | 29                   |

### Kislemezek
| Dal                   | Legmagasabb helyezés | Legmagasabb helyezés | Legmagasabb helyezés       | Legmagasabb helyezés           | Legmagasabb helyezés | Legmagasabb helyezés | Legmagasabb helyezés | Legmagasabb helyezés |
| Dal                   | Hot Dance Club Play  | US Modern Rock       | Hot Mainstream Rock Tracks | Bubbling Under Hot 100 Singles | Ausztrália           | Franciaország        | Svédország           | Svájc                |
| --------------------- | -------------------- | -------------------- | -------------------------- | ------------------------------ | -------------------- | -------------------- | -------------------- | -------------------- |
| "Heroin"              | 16                   | –                    | –                          | –                              | –                    | –                    | –                    | –                    |
| "Shock to the System" | –                    | 23                   | 7                          | 5                              | 28                   | 44                   | 25                   | 37                   |
| "Adam in Chains"      | –                    | –                    | –                          | –                              | –                    | 5                    | –                    | –                    |
| "Wasteland"           | –                    | –                    | –                          | –                              | –                    | –                    | –                    | –                    |